# 阿维斯
阿维斯（法語：Avise，法語發音：[aviz]）是意大利瓦莱达奥斯塔大区的一个市镇。总面积52平方公里，人口323人，人口密度6.2人/平方公里（2009年）。ISTAT代码为007006。